# Merismomorpha flavipetiole
Merismomorpha flavipetiole är en stekelart som först beskrevs av Girault 1933.  Merismomorpha flavipetiole ingår i släktet Merismomorpha och familjen puppglanssteklar. Inga underarter finns listade i Catalogue of Life.